# Drive-In Saturday
"Drive-In Saturday" é uma canção do músico britânico David Bowie, do seu álbum Aladdin Sane, de 1973. A faixa foi lançada como single uma semana antes do álbum e, como seu antecessor, "The Jean Genie", entrou para o Top 3 britânico.